# Maniar
Maniar är en ort i Indien.   Den ligger i distriktet Ballia och delstaten Uttar Pradesh, i den nordöstra delen av landet, 800 km öster om huvudstaden New Delhi. Maniar ligger 68 meter över havet och antalet invånare är 20 462.
Terrängen runt Maniar är mycket platt. Runt Maniar är det mycket tätbefolkat, med 1 177 invånare per kvadratkilometer. Närmaste större samhälle är Sikandarpur, 13,5 km nordväst om Maniar. Trakten runt Maniar består till största delen av jordbruksmark.